# Пілон

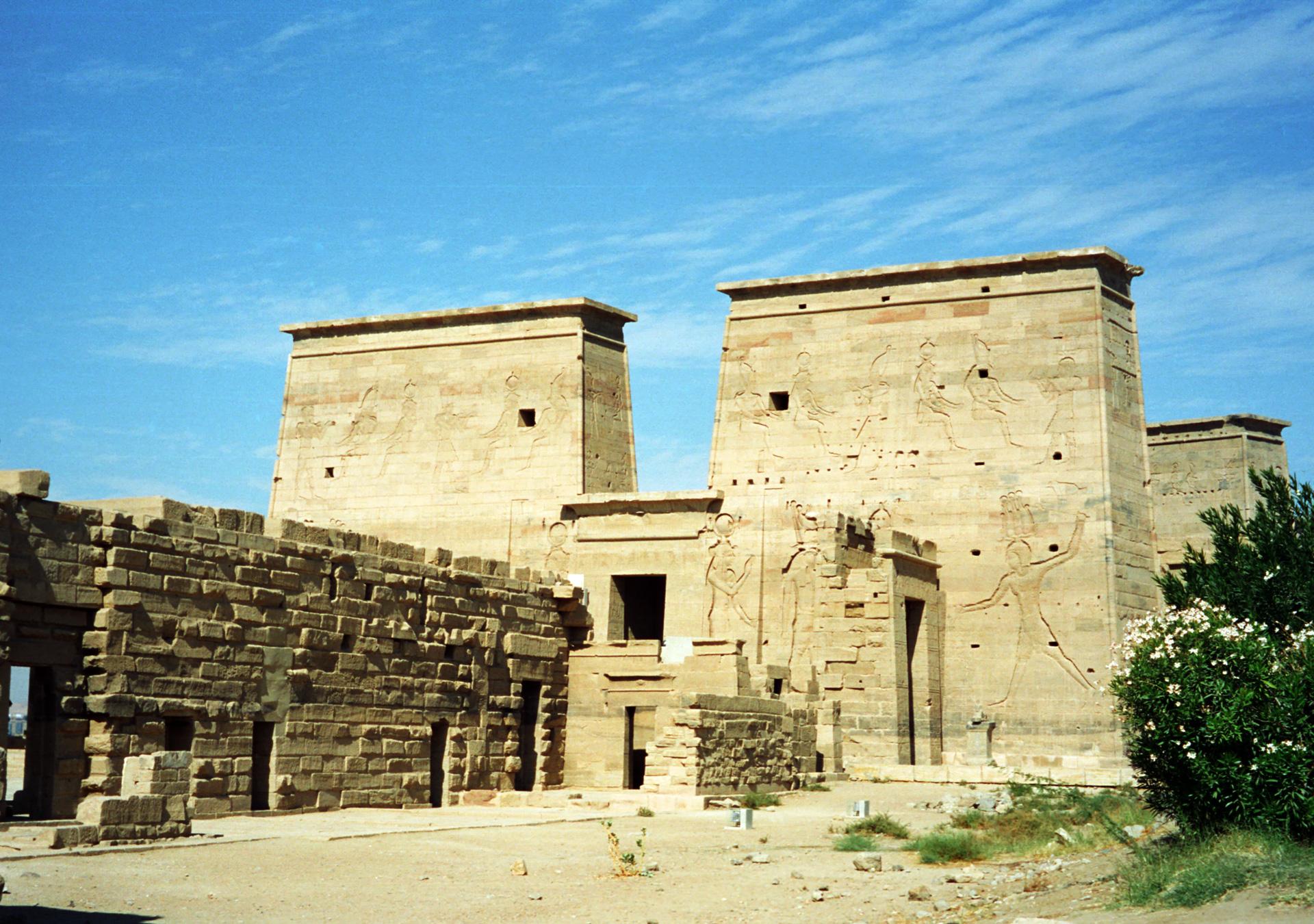
Пілони храму Ісіди у Філах

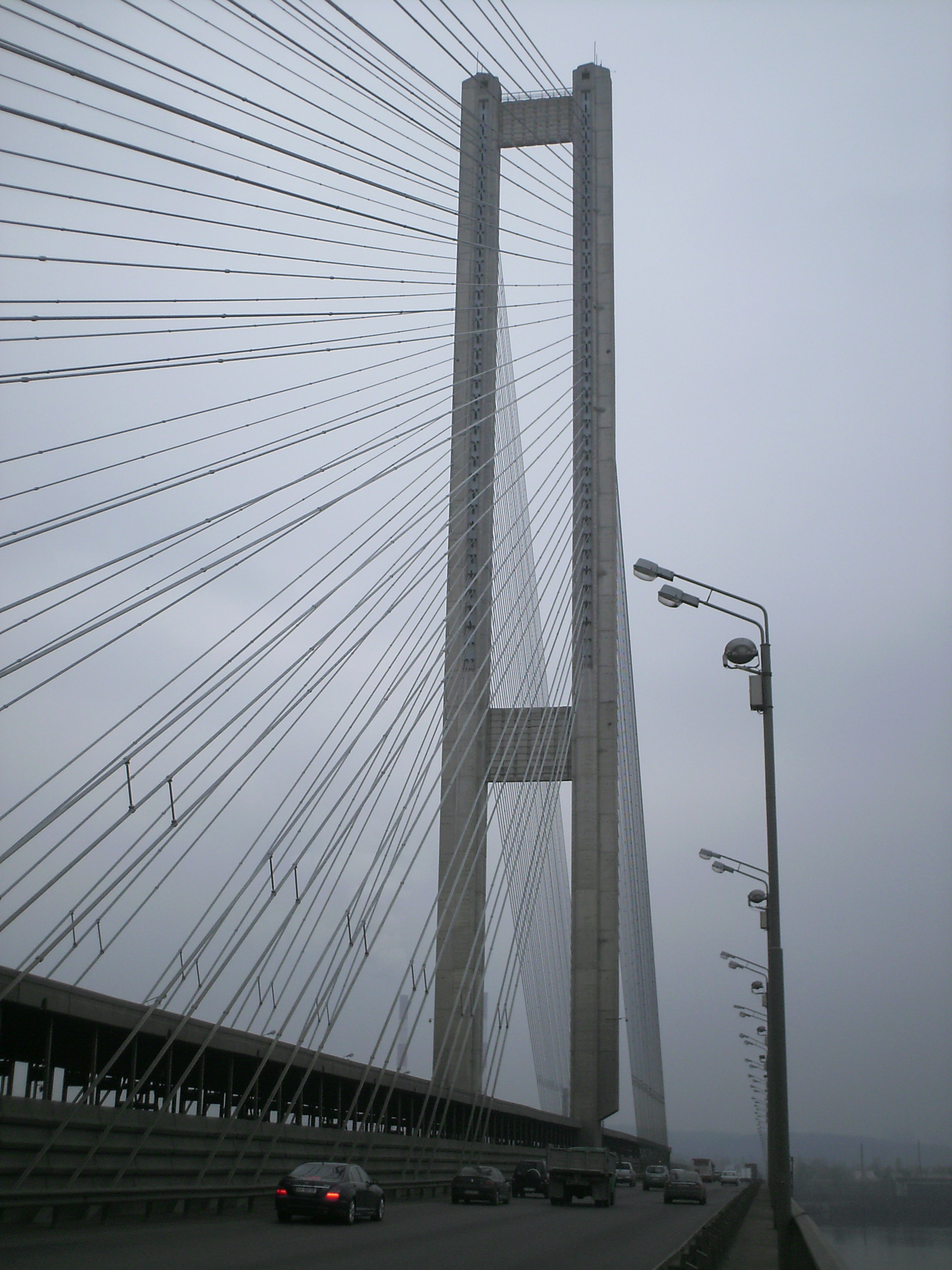
Пілон Південного моста в Києві

Піло́н (дав.-гр. πυλών, від πύλη — «стулка воріт, ворота, двері») — масивна конструкція (споруда) у вигляді стовпа, колони, як правило, прямокутного перерізу. Пілони слугують опорою арок, склепінь або оформляють з боків в'їзди, входи в парки, на мости і т. ін.
Пілони у формі зрізаної піраміди зводилися перед давньоєгипетськими храмами обабіч порталу.
У сучасній архітектурі пілон — масивний стовп, який підтримує склепіння або пласкі перекриття; може бути елементом оформлення порталу будівлі, в'їзду в парк, місто тощо. Також пілонами вважаються опори прямокутного перерізу в сучасних багатоповерхових конструкціях, що підтримують яруси, залиті монолітним залізобетоном. Пілон відрізняється від колони тим, що має прямокутний переріз, в той час, як колона — круглий.